# Гожув-Шльонський
Гожув-Шльонський (пол. Gorzów Śląski, нім. Landsberg O.S.) — місто в південно-західній Польщі.
Належить до Олеського повіту Опольського воєводства.

## Демографія
Демографічна структура станом на 31 березня 2011 року:
|          | Загалом | Допрацездатний вік | Працездатний вік | Постпрацездатний вік |
| -------- | ------- | ------------------ | ---------------- | -------------------- |
| Чоловіки | 1237    | 234                | 852              | 151                  |
| Жінки    | 1359    | 220                | 830              | 309                  |
| Разом    | 2596    | 454                | 1682             | 460                  |